# Hymenophyllum hookeri
Hymenophyllum hookeri là một loài dương xỉ trong họ Hymenophyllaceae. Loài này được Bory mô tả khoa học đầu tiên năm 1833.
Danh pháp khoa học của loài này chưa được làm sáng tỏ. 